# Viktor Zimin
Viktor Michajlovič Zimin (in russo Ви́ктор Миха́йлович Зи́мин?; Dissos, 23 agosto 1962 – Mosca, 23 novembre 2020) è stato un politico russo.

## Biografia
Nacque nel villaggio di Dissos, nel territorio di Krasnojarsk, da padre russo e madre di origini tedesche. Si è diplomato nel villaggio di Katanov e si è laureato nel 1981 presso la Scuola di agricoltura di Abakan, prestando servizio militare nelle Forze armate sovietiche.
Nel 1983 entrò nel dipartimento delle costruzioni di Irkutsk per poi diventare ingegnere capo a Bogotol tre anni dopo; ha lavorato anche come vicecapo della filiale di Abakan della divisione di Krasnojarsk delle Rossijskie železnye dorogi.
Tra i fondatori della branca locale del partito Russia Unita, nel 2004 è stato eletto al Consiglio supremo della Repubblica di Chakassia, venendo poi eletto nel 2007 alla Duma di Stato. Sempre nel 2007 si è laureato presso l'Università statale di architettura e ingegneria civile di Tomsk.
Nel 2008 il Consiglio supremo della Chakassia ha approvato la sua nomina a Capo della Repubblica di Chakassia su proposta del Presidente della Federazione Russa Dmitrij Medvedev per succedere al dimissionario Aleksej Lebed', assumendo ufficialmente la carica il 15 gennaio 2009. Il suo mandato sarebbe dovuto scadere nel 2013 ma il Presidente Vladimir Putin ha decretato il prolungarsi del suo mandato in attesa che si svolgessero delle elezioni.
Le elezioni si tennero nel 2018 e fu sconfitto al primo turno dal candidato del Partito Comunista Valentin Konovalov; pur avendo presentato domanda per presentarsi al secondo turno delle elezioni, secondo la stampa russa gli sarebbe stato richiesto di dimettersi dalla carica prima ancora che si svolgesse il secondo turno, citando come "ingestibile" la situazione economica della Chakassia e sostenendo che ci fosse "consenso al Cremlino sul fatto che non avrebbe vinto l elezioni". Pochi giorni dopo Zimin ha comunicato alla commissione elettorale il ritiro della sua candidatura per motivi di salute e ha poi annunciato le sue dimissioni sostenendo di "non voler causare una scissione in Chakassia"; la notizia delle dimissioni è stata inizialmente smentita dal servizio stampa della Repubblica ma esse sono divenute effettive con la nomina di Michail Razvožaev quale capo ad interim della Chakassia.
Dopo le dimissioni ha comunicato che si sarebbe trasferito a Mosca per lavorare allo sviluppo delle infrastrutture in Siberia e nel marzo 2019 è divenuto vicedirettore generale delle Rossijskie železnye dorogi nonché capo della direzione per lo sviluppo delle ferrovie della catena orientale.
Nell'agosto 2020 durante un viaggio d'affari ha contratto il virus SARS-CoV-2, morendo il 23 novembre successivo in seguito ad una polmonite causata dal virus.